# Mahlon Hoagland
Mahlon Bush Hoagland (ur. 5 października 1921 w Bostonie, zm. 18 września 2009) – amerykański biochemik, biolog molekularny, współodkrywca tRNA. 

## Życiorys
Jego ojciec, Hudson Hoagland, był fizjologiem, neurobiologiem i współzałożycielem Worcester Foundation for Experimental Biology. Mahlon Hoagland studiował na Williams College, po roku przeniósł się na Harvard. W 1943 przeniesiony został do Harvard Medical School, w związku z wojenną koniecznością kształcenia medyków. W 1945 był zmuszony do przerwania studiów z powodu zachorowania na gruźlicę. W 1947 powrócił na Harvard Medical School, którą ukończył w 1948. Następnie praktykował w Massachusetts General Hospital u dr. Josepha Auba. W 1953 lub 1954 zaczął pracę w pracowni Paula Zamecnika. W 1958 przebywał na Uniwersytecie Cambridge, współpracując z Francisem Crickiem. Przebywał też z wizytą naukową w Instytucie Pasteura. Po powrocie do USA, w 1960 otrzymał stanowisko associate proffesora na Harvard Medical School. Po siedmiu latach przeniósł się na Dartmouth Medical School. W 1970 został dyrektorem Worcester Foundation for Experimental Biology. W 1985 przeszedł na emeryturę. Był członkiem National Academy of Sciences oraz American Academy of Arts and Sciences. W 1976 otrzymał Medal Franklina. Po przejściu na emeryturę zamieszkał w Thetford.

## Osiągnięcia naukowe
Podczas badań prowadzonych wraz z Paulem Zamecnikiem w Massachusetts General Hospital odkrył i opisał cząsteczkę tRNA. Zbadał i objaśnił jej rolę w transporcie aminokwasów, zawierających instrukcje tworzenia łańcuchów protein, do rybosomu. Odkrycie to stanowiło przełom niezbędny dla zrozumienia procesu tworzenia protein w komórkach. Zamecnik i Hoagland dokonali tego, korzystając z metody znaczników radioaktywnych i przeprowadzając badania w systemie bezkomórkowej syntezy białek.  
Był autorem prac popularyzujących naukę, m.in. The Roots of Life (1978), Discovery: The Search for DNA’s Secrets (1981) oraz The Way Life Works (1995). Zorganizował grupę naukowców, znaną jako Delegation for Basic Biomedical Research, zajmującą się lobbowaniem na rzecz zwiększenia finansowania badań medycznych. 